# Manuela Verástegui
Manuela Renee Verástegui Pimentel (Lima, 1959) es una microbióloga e investigadora peruana especializada en enfermedades infecciosas. Es docente de la Universidad Peruana Cayetano Heredia (UPCH), donde coordina el Laboratorio de Investigación de Enfermedades Infecciosas. Su trabajo se centra en los mecanismos de infección y las respuestas inmunológicas del huésped a patógenos como Taenia solium, Trypanosoma cruzi, Echinococcus granulosus y Norovirus, y estudia los factores que median la transmisión y las interacciones huésped-parásito para mejorar el diagnóstico y tratamiento.

## Biografía
Manuela Verastegui obtuvo su título en Biología y una maestría en Microbiología en la UPCH. Posteriormente, hizo un doctorado en Control y Prevención de Enfermedades en la Universidad Johns Hopkins, en Estados Unidos. Su investigación se enfoca en enfermedades infecciosas, particularmente en enfermedades zoonóticas como la neurocisticercosis, la equinococosis y la enfermedad de Chagas.
Comenzó su carrera investigadora bajo la mentoría de la Dra. Elba Miranda y el Dr. Robert Gilman.

## Obras y publicaciones
En 2023, junto a su equipo, publicó un estudio que profundiza en el impacto de la neurocisticercosis en la función cognitiva, específicamente en la memoria espacial, y su relación con la densidad neuronal del hipocampo, utilizando un modelo de rata.
En 2022, sus publicaciones revelaron detalles sobre los mecanismos de proliferación celular en la neurocisticercosis racemosa y la respuesta a tratamientos con metformina. Ese mismo año publicó el desarrollo de un modelo porcino de neurocisticercosis mediante inyección intracarotídea de oncósferas de Taenia solium permitiendo una mejor comprensión de la infección y la respuesta serológica. Profundizó en las bases celulares y moleculares de la proliferación del metacéstodo en la neurocisticercosis subaracnoidea, proporcionando información valiosa para el desarrollo de intervenciones.
En 2021, sus publicaciones estuvieron enfocadas en investigar las variaciones en la expresión de genes inflamatorios en el tejido cerebral circundante a quistes viables, y la identificación y cultivo de células proliferativas en larvas anormales de Taenia solium.

## Premios y reconocimientos
Fue galardonada con el Premio Nacional L'Oréal-UNESCO-CONCYTEC para Mujeres en la Ciencia por su investigación sobre las proteínas de adhesión de Taenia solium en el año 2009.